# 訓読み
訓読み（くんよみ）とは、日本語において、個々の漢字をその意味に相当する和語（大和言葉、日本語の固有語）によって読む読み方が定着したもの。一般にひらがなで表記される。字訓（じくん）または単に訓（くん）ともいう。漢字の中国語における発音に由来する「音読み」と対照される。

## 歴史
「訓」の訓読みは「よむ」であり、詳しくは「ときほぐしてよむ」こと、つまり漢字の意味を優しく解説したり言い換えたりすることを意味する。日本ではもっぱら漢字を日本語に固有の大和言葉（和語）に翻訳することを意味した。このため、和訓（わくん）とも呼ばれた。
『古事記』などでは万葉仮名で古訓による訓注がつけられているが、その訓は1つの漢字に対して複数存在し固定的ではなかった。平安時代末期（12世紀）に成立した漢和辞典『類聚名義抄』では1字に30以上の訓があるものがみられる。これは、漢字が本来、中国語、つまり外国語を表記するための文字であり、日本語の語義と一つ一つが一致しないためである。このような状況のなか、時を戻して平安時代中期以降になると、漢文を日本語の語順や訓で読む漢文訓読の方法が発達するとともに、一義一訓の形に次第に訓が限定されていき、室町時代には訓がかなり固定化された。こうして、漢字に固定的な日本語の読みとして、「訓読み」が成立することで、日本語を漢字で表記することに無理がなくなっていった。現在、常用漢字も設けられ、訓読みもかなり整理されているが、いまだ、似たような意味の複数の訓をもつ字も少なからずある。
訓読みがあまり使われず、音読みばかりが使われる漢字もあるが、それは一概にその漢字が日本人に理解されないことを意味せず、単にその漢字が日本に伝わった当時に日本にない概念や事象であったに過ぎない場合もある。例えば、「菊」（キク）のように本来、日本になかったために訓読みが存在しない字もある。また、肉（宍）（呉音：ニク、漢音：ジク）のように、「しし」と訓読みすると別の意味と紛らわしいため、読み分けに使われているうちに忘れられ、訓読みを常用しなくなった字もある。この2つの例ではアクセントも訓読み的である。
本当は音読みである熟語が後世になって訓読みと定義(誤解)されるようになったものがある。例えば「柚」や「匙」がその例であり、「柚」は「柚子」（ユズ）が、「匙」は「茶匙」（サジ）という熟語がなまり「柚」は「ゆず」と、「匙」は「さじ」という訓読みが採用された。
また、元々日本になかった物事や概念が、早い段階(ほとんどは古墳時代以前)に流入し、そのまま訓読みとして後世に認識されたパターンがあることが、近年比較言語学の研究により明らかになっている。
1つの漢字に複数の意味がある場合は、1つの漢字に複数の訓読みがある可能性がある。もっとも訓読みが多い漢字は「生」とされる。動詞・形容詞・副詞の漢字を訓読みするには送りがなが使われる事が多い。

## 熟字訓
熟語（古い日本語、現在でも使われる中国語の場合がある）を訓読みする場合がある。これを熟字訓という。例えば、「梅雨（つゆ）」「五月雨（さみだれ）」「大人（おとな）」「昨日（きのう）」など。

## 義訓
義訓（ぎくん）とは、漢字に固定化した訓ではなく、文脈に合わせて個人的にその場限りの訓を当てることをいう。表記の面から言えば、当て字である。特に『万葉集』など上代文献での漢字の使い方をいう。「暖（はる）」「寒（ふゆ）」「金（あき）」「未通女（おとめ）」「数多（あまねし）」「間置而（へだたりて）」など。
また「天皇」を「すめらみこと」、「大臣」を「おとど」、「一寸」を「ちょっと」と読んだり、「閑話休題」を「それはさておき」と読んだりもする。訓読みと言うよりも、漢語（中国語）を日本語に意訳して訓むものといえる。現代において漫画などで「本気」と書いて「マジ」と振り仮名をつけるのも義訓の一種といえる。
義訓がのちに固定的に使われるようになって正しい読み方（正訓）となることがある。

## 国訓
漢字が本来表す中国語の意味ではなく、日本独自の訓を当てるものを国訓（こっくん）という。たとえば、「鮎」は中国語では「なまず」であるが、訓は「あゆ」であり、「沖」は中国では「つく」（衝→簡化: 冲）などの意味であるが、訓は「おき」である。これらは漢字で日本語を表記できるようになったためにできたものである。

## 外来語による訓読み
漢字の訓読みに用いるのは和語とは限らず、外来語である場合もある。この場合はカタカナで表記されることが多い。

### 訓読みの例
- 頁 - ぺーじ（英語: page）
- 米 - めーとる（フランス語: mètre[注釈 4]）
- 哩 - まいる（英語: mile）

### 熟字訓の例
- 麦酒 - びーる（オランダ語: bier[注釈 5]）
- 煙草 - たばこ（ポルトガル語: tabaco[注釈 6]）
- 硝子 - がらす（ポルトガル語: glas）

## 日本語以外の訓読み
日本語だけでなく中国語の方言でも固有な語や発音が大きく変化した別の語を当てて訓読みすることが行われている。中国語の方言の場合、もともと古語として本来用いるべき漢字があるにもかかわらず、現在は使われる頻度が低く、どう書けば良いのか分からずに、同義の字を書いて訓読みする例が少なくない。他に、チワン語などの中国少数民族語などでも行われたことがある。
また、他言語の綴りをそのまま写し取りつつ、自言語の語をあてて読む書記慣行を総称して ヘテログラム (en:heterogram) と呼ぶ。中期イラン諸語のパフラヴィー文字や楔形文字テキストに見られる「アラメオグラム (Aramaeogram)」「シュメログラム (Sumerogram)」などは、その一種であることが国際的に認められている。とりわけ 中期ペルシア語（パフラヴィー語）資料では、〈MLKA〉のようなアラム語表記を用いながら語義をペルシア語 šāh「王」に読み替える例が多数確認され、こうしたアラム語由来ログラムは uzwārišn と総称される。パフラヴィー文書では各種機能語や数詞まで網羅的にこの方式が採られており、訓読みが「特殊な例外」ではなく文字体系の根幹を成していたことがわかる。 

### 中国語族

#### 台湾語
台湾語はも訓読みが盛んといえる。台湾語歌謡の歌詞は訓読みを知らないと読めないものが多い。

##### 対応する漢字がないと思われる例
- 到 - 訓 kàu, 音 tàu、tò
- 的 - 訓 ê, 音 tek
- 欲 - 訓 beh, 音 io̍k
- 肉 - 訓 bah, 音 jio̍k、lio̍k
- 斟 - 訓 thîn, 音 chim
- 牢 - 訓 tiâu, 音 lô
- 就 - 訓 tō、tio̍h, 音 chiū
- 才 - 訓 chiah, 音 châi
- 遮 - 訓 chia、chiâ, 音 jia、lia
- 飲 - 訓 lim, 音 ím（教育部が薦める用字は「啉」）

##### 本来は別の漢字を用いると思われる例
- 一 - 訓 chi̍t, 音 it（本字は「蜀」と思われる）
- 二 - 訓 nn̄g, 音 jī、lī（本字は「兩」）
- 人 - 訓 lâng, 音 jîn、lîn（本字は「儂」）
- 香 - 訓 phang, 音 hiang、hiong、hiuⁿ（本字は「芳」）
- 勿 - 訓 mài, 音 but（本字は「毋 + 愛」）
- 此 - 訓 chit, 音 chhú（本字は「這」）
- 黑 - 訓 o͘, 音 he̍k（本字は「烏」）
- 多 - 訓 chē、chōe, 音 to（本字は「濟」）
- 打 - 訓 phah, 音 táⁿ（本字は「拍」）

#### 広東語
広東語は方言字をつくることが盛んなため訓読みは少ないが、個別の字では訓読みすることを通常の読み方としている字もある。
- 凹 - 訓 nap1, 音 aau3, aau1, waa1
- 孖 - 訓 maa1, 音 zi1
- 熨 - 訓 tong3, 音 wan6（本字は「燙」）
- 廿 - 訓 jaa6, 音 nim6

#### 上海語
上海語も方言字での対応の方が多いが、「二」と書かれていても「兩」と読む例がよくみられ、訓読み現象となっている。
- 二 - 訓 lian2, 音 r3（文語音）, nyi3（白話音）（本字は「兩」）
- 眨 - 訓 sah4, 音 tsah4（本字は「霎」）
- 瘢 - 訓 pae1, 音 boe1（本字は「癍」）
- 抓 - 訓 tsoh4, 音 tsa1（文語音）, tsau1（白話音）（本字は「捉」）
- 搔 - 訓 tsau1, 音 sau1（本字は「抓」）

#### 北京語
北京語には訓読みが少ないながら存在する。
- 骰 - 訓 shǎi, 音 tóu（本字は「色」）

### 朝鮮語
一般的には現代では朝鮮語には訓読みは存在しないと認識されている。しかし近代以前には郷札、吏読、口訣などの、日本でいえば万葉仮名のような表記法が存在し、これらの中で漢字の訓に該当する読みが駆使された。これを和訓（日本の訓読み）に対して韓訓という。ある漢字に対して、その意味に該当する「漢語が伝来する以前の朝鮮の固有語」を韓訓という場合もある。現在では言語学や語源論などで論じられる程度で、日常言語としては使われない。
現在一般的には、漢字ハングル混じり文（国漢文混用）であっても、文中では固有語は訓読みの漢字では書かれず常にハングルで書かれるが、ある漢字を伝える方法としては、「音」を「소리 음」（소리は固有語、음は朝鮮漢字音）というように、その漢字に対応する固有語と朝鮮漢字音を並べて言う言い方を音訓と呼び、その「音訓」にあっては固有語はいわば訓読みに相当すると考えることもできる。
ただし「串」「釗」などには例外的に訓読みが存在する。「串」を 곶 と読む場合は「岬」を意味し、「釗」を 쇠 と読む場合は「鉄」を意味するが、「串」「釗」には本来そのような意味はないため、これを朝鮮語における「国訓」に相当するものとみなすこともできる。
- 串 - 訓 곶 [kot̚], 音 관 [kwan], 천 [tʃʰɔn], 찬 [tʃʰan]
- 釗 - 訓 쇠 [sø], 音 소 [so], 교 [kjo]

### 欧米語
また、漢字を使用しない言語では無縁のように思われるが、類似した現象がないわけではない。たとえば、英文中で、ラテン語由来のetc. (et cetera) をand so onあるいはand so forthと読んだり、i.e. (id est) をthat isと読んだり、e.g. (exempli gratia) をfor exampleと読んだり、& (et) をandと読んだり、lb. (libra) をpoundと読んだりするのは、「文明語の書き言葉を取り入れ、母語で固定的に読み下す」という点で、訓読みと軌を一にする現象である。ただし、英語におけるこのような現象はごく一部の表現に限られる。

#### アイルランド語写本におけるティロニア略号の訓読
ラテン文字を母字とする訓読の最も顕著な例は中世アイルランド写本である。中世アイルランド語の写本では、ラテン語略号 ⁊（ティロの速記。もとは et 「そして」）を字形そのままに置き、ゲール語 ocus / agus 「そして」と読ませる慣行が一般化した。母字の語形を保持しつつ語義だけを自言語に置き換える点で、日本語の「々」や「〆」と同じ原理が働いていると評価できる。

### 中期ペルシア語におけるアラメオグラム（Aramaeogram）
パフラヴィー文書では、アラム系文字で書かれた語形をペルシア語の語義で読む用法が体系的に発達した。たとえば 〈MLKA〉 は本来アラム語 malkā 「王」であるが、文中ではペルシア語 šāh と訓読される。このように「字形＝アラム語、読み＝ペルシア語」という対応が大量に現れる書記法を アラメオグラム(en:Middle Persian#Spelling) と呼ぶ。研究史では、訓読みが日本語に特有ではなく、アラム文字文化圏でも広範に行われたことを示す代表例と位置づけられている。